# Каршинський район
Каршинський район (узб. Қарши тумани, Qarshi tumani) — район у Кашкадар'їнській області Узбекистану. Розташований у центральній частині області. Утворений 1 жовтня 1931 року. Центр — місто Бешкент.